# NGC 3080
NGC 3080 este o seyfert 1 galaxy⁠(d) situată în constelația Leul. A fost descoperită în 1 aprilie 1794 de către William Herschel.